# Реденсан (мікрорегіон)

Реденсан на карті

Реденсан (порт. Microrregião de Redenção) — мікрорегіон в Бразилії, входить в штат Пара. Складова частина мезорегіону Південний схід штату Пара. Населення становить 183 190 чоловік (на 2010 рік). Площа — 21 168,479 км². Густота населення — 8,65 чол./км².

## Склад мікрорегіону
До складу мікрорегіону включені наступні муніципалітети:
1. Пау-д’Арку
2. Пісарра
3. Реденсан
4. Ріу-Мария
5. Сапукая
6. Сан-Жералду-ду-Арагуая
7. Шингуара

| Бразилія | Це незавершена стаття з географії Бразилії. Ви можете допомогти проєкту, виправивши або дописавши її. |